# 8월 10일
8월 10일은 그레고리력으로 222번째(윤년일 경우 223번째) 날에 해당한다.

## 사건
- 843년 - 베르됭 조약이 체결되다.
- 955년 - 레히펠트 전투: 신성 로마 제국 황제 오토 1세가 다뉴브 강 지류 레히강의 중류인 아우크스부르크의 남쪽 레히펠트에서 마자르족(헝가리인)을 맞아 싸워 대승을 거두었다. 이로써 마자르족의 50년에 걸친 서유럽 침범은 끝을 맺었다.
- 1519년 - 마젤란의 세계일주 탐험대가 스페인 세비야에서 산루카 항으로 이동하였다.[1][2][3]
- 1903년 - 프랑스, 파리 지하철 화재가 발생하여 84명 사망.
- 1945년 - 일본, 전쟁 관련 최고지도자 회의서 연합국에 항복키로 결정.
- 1946년 - 조선민주주의인민공화국, 주요 산업 국유화 조치 단행.
- 1952년 - 유럽석탄철강공동체 공동관리청 업무 개시.
- 1961년 - 대한민국, 카메룬 수교.
- 1964년 - 대한민국, 전국언론인대회, 언론윤리위법 철폐투쟁 결의.
- 1971년 - 경기도 광주시 철거민 단지서 5만여 명이 정부의 약속위반에 항의하며 대규모 소요 벌임.
- 1989년 - 콜린 파월 대장, 미국 최초의 흑인 합참의장에 임명
- 1994년 - 대한항공 2033편이 대한민국 제주국제공항에서 활주로를 이탈하는 사고 발생.
- 1999년 - 네덜란드, 세계 최초로 안락사 인정 법안 마련.
- 2000년 - 현대그룹, 조선민주주의인민공화국과 서울-판문점-개성간 버스를 이용한 육로 관광 합의.
- 2002년 - 부산 실로암 요양원 산사태 사건으로 4명 사망.

## 문화
- 1675년 - 영국, 그리니치 천문대 건립.
- 1793년 - 프랑스 루브르 박물관 개관
- 1809년 - 에콰도르, 스페인로부터 독립.
- 1898년 - 민족지인 제국신문(帝國新聞), 이종일에 의해 창간.
- 1940년 - 동아일보, 조선일보 일제에 의해 강제 폐간.
- 1961년 - 대한민국 표준시가 동경 135도를 기준으로 30분 앞당겨짐.
- 1967년 - 종로도서관, 사직공원 이전을 위해 휴관에 들어감.
- 1988년 - 대한민국, 발전용량 95만kw인 울진 원전 1호기 준공. (현재는 한울 원전 1호기)
- 1990년 - 삼성전자 16메가 D램 개발.
- 1998년 - 대한민국, 주민등록번호 포함 공공번호 83종 연도 표기 방식 확정
- 2003년 - 이탈리아에서 세계 최초 복제 망아지 ‘프로메테아’ 탄생
- 2008년 - 박태환, 2008년 하계 올림픽에서 대한민국 수영 사상 올림픽 첫 금메달을 획득.
- 2010년 - 유비트 니트가 발매됨.
- 2014년 - 한국 영화 명량이 개봉 12일만에 1천만 관객 돌파.
- 2024년 - 수도권 전철 8호선 별내선 구간 개통.

## 탄생
- 941년 - 베트남 전 레 왕조(前黎朝)의 창건자 레호안. (~1005년)
- 1810년 - 이탈리아의 정치인 카밀로 벤소 카보우르 백작. (~1861년)
- 1865년 - 러시아의 작곡가 알렉산드르 글라주노프. (~1936년)
- 1874년
  - 일본 제국의 군인, 정치인 미나미 지로. (~1955년)
  - 미국의 제31대 대통령 허버트 후버. (~1964년)
- 1891년 - 미국의 정치인 존 헨리 스텔. (~1962년)
- 1894년 - 소비에트 연방의 작가 조명희. (~1938년)
- 1900년 - 대한민국의 독립운동가 이봉창. (~1932년)
- 1901년 - 칠레의 약사·식물학자 위고 건켈 루어. (~1997년)
- 1902년 - 미국의 배우 노마 시어러. (~1983년)
- 1910년 - 대한민국의 정치인 나희집. (~1978년)
- 1911년 - 조선민주주의인민공화국의 사회주의자 맹종호. (~2002년)
- 1912년
  - 대한민국의 정치인 김재곤. (~1994년)
  - 대한민국의 법조인, 정치인 김채용. (~2004년)
- 1913년 - 독일의 물리학자 볼프강 파울. (~1993년)
- 1914년 - 대한민국의 변호사, 사회운동가 이태영. (~1998년)
- 1921년 - 대한민국의 정치인 한건수. (~1994년)
- 1926년 - 대한민국의 군인 김용휴. (~2022년)
- 1930년 - 대한민국의 군인 출신 국영기업가 김윤호. (~2013년)
- 1933년
  - 대한민국의 교육자 김엽.
  - 미국의 육상, 포환던지기 선수 윌리엄 니더. (~2022년)
  - 미국의 야구인 로키 콜라비토. (~2024년)
- 1934년 - 대한민국의 정치인 김종하.
- 1936년 - 대한민국의 문학평론가 김윤식. (~2018년)
- 1937년 - 러시아의 정치인 아나톨리 솝차크. (~2000년)
- 1941년 - 프랑스의 연쇄 살인자 마르셀 바르보.
- 1942년
  - 대한민국의 정치인, 국회의원 설송웅. (~2024년)
  - 이탈리아의 축구 선수 조반니 로데티. (~2023년)
- 1949년
  - 대한민국의 세무 공무원 이주성. (~2023년)
  - 미크로네시아 연방의 제3대 대통령 존 하글렐감. (~2024년)
- 1954년 - 조선민주주의인민공화국의 정치인 김평일.
- 1956년 - 대한민국의 권투 선수 김득구. (~1982년)
- 1958년
  - 대한민국의 전 야구 선수 장정기.
  - 대한민국의 공무원 김주현.
- 1959년
  - 대한민국의 변호사, 정치인 유기준.
  - 미국의 배우 로재나 아켓.
- 1960년
  - 대한민국의 배우 김진화.
  - 스페인의 배우 안토니오 반데라스.
- 1962년
  - 대한민국의 배우 권태원.
  - 대한민국의 성우 손원일.
- 1963년 - 대한민국의 정치인 최성.
- 1964년 - 대한민국의 기업인 이상열.
- 1965년
  - 대한민국의 전 야구 선수, 현 야구 코치 전종화.
  - 말리의 음악가 투마니 디아바테. (~2024년)
- 1966년 - 대한민국의 탁구 선수 박지현.
- 1968년
  - 대한민국의 정치인 윤석준.
  - 대한민국의 공학자 김혜영.
  - 일본의 전 축구 선수 기타자와 쓰요시.
  - 이탈리아의 테너 가수 살바토레 리치트라.
- 1969년 - 대한민국의 법조인 장재원.
- 1971년
  - 아일랜드의 전 축구 선수, 현 축구 감독 로이 킨.
  - 이탈리아의 영화 감독 루카 구아다니노.
  - 대한민국의 전 야구 선수 김성.
  - 미국의 종합격투기 선수 케빈 랜들먼.
- 1972년 - 북한의 가수 전혜영.
- 1973년 - 아르헨티나의 축구 선수 하비에르 사네티.
- 1974년
  - 대한민국의 전 야구 선수 노장진.
  - 코스타리카의 축구 선수 루이스 마린.
- 1976년 - 대한민국의 배우 전혜진.
- 1978년 - 대한민국의 배우 김민성.
- 1979년
  - 일본의 가수 마스 히데오 (BUMP OF CHICKEN).
  - 대한민국의 배우 황우슬혜.
- 1981년
  - 네덜란드의 유도 선수 기욤 엘몬트.
  - 대한민국의 배우 김민경.
  - 대한민국의 배우 박민호.
  - 일본의 가수·배우 아베 나츠미.
- 1982년 - 미국의 모델·배우 데번 아오키.
- 1983년
  - 일본의 싱어송라이터 마쓰하시 미키.
  - 대한민국의 레이싱 모델 이현진.
- 1984년
  - 대한민국의 배우 유동혁.
  - 일본의 배우 하야미 모코미치.
  - 미국의 배우 라이언 이골드.
- 1985년 - 대한민국의 바둑 기사 도은교.
- 1986년 - 대한민국의 의사 이종민.
- 1987년
  - 일본의 성우 아카사키 치나츠.
  - 대한민국의 작곡가, 가수 단디.
- 1988년
  - 대한민국의 음반 제작자 닥터심슨
  - 대한민국의 가수 Psv:gun.
  - 일본의 가수 오노 하루나 (SCANDAL).
- 1989년
  - 대한민국의 정치인 모경종.
  - 대한민국의 가수 철웅.
- 1990년
  - 대한민국의 모델, 배우 이성경.
  - 대한민국의 가수 혜미 (피에스타).
  - 미국의 배우 루커스 틸.
- 1991년 - 스페인의 전 오버워치 프로게이머 호나탄 테헤도르 루아.
- 1992년
  - 대한민국의 배우 고아성.
  - 일본의 배우 오자와 아리.
  - 대한민국의 배우 방은정.
  - 대한민국의 축구 선수 유제호.
  - 대한민국의 축구 선수 이재성.
  - 대한민국의 야구 선수 주현상.
  - 대한민국의 축구 선수 김명수.
  - 일본의 배우 카도와키 무기.
- 1993년
  - 대한민국의 가수, 배우 신혜정.
  - 일본의 가수, 배우 나카지마 유토 (Hey! Say! JUMP).
- 1994년
  - 대한민국의 골프 선수 전인지.
  - 포르투갈의 축구 선수 베르나르두 실바.
- 1995년
  - 대한민국의 전직 스타크래프트 프로게이머 김지성.
  - 대한민국의 축구 선수 박민규.
  - 러시아의 유도 선수 니야스 일리야소프.
- 1996년 - 대한민국의 가수 은지.
- 1997년
  - 일본의 가수, 배우 타카츠키 사라.
  - 미국의 방송인, 사교계 명사, 사업가 카일리 제너.
  - 대한민국의 야구 선수 김문수.
- 1998년
  - 대한민국의 가수 장예은 (CLC).
  - 대한민국의 가수 호영 (베리베리).
- 1999년 - 대한민국의 뮤지컬 배우 장혜린.
- 2000년 - 일본의 아이돌 타나카 나츠미.
- 2004년 - 대한민국의 아이돌 태산.
- 2005년 - 미국의 배우, 스케이트 보더 서니 설직.

### 미상
- 대한민국의 가수 한신영. (리뎀션즈)

## 사망
- 1441년 - 조선 제5대 국왕 문종의 정비 현덕왕후. (1418년~)
- 1564년 - 일본 센고쿠 시대의 무장 미요시 나가요시. (1522년~)
- 1759년 - 스페인의 국왕 페르난도 6세. (1713년~)
- 1915년 - 영국의 물리학자 헨리 모즐리. (1887년~)
- 1959년 - 대한민국의 원예육종학자 우장춘. (1898년~)
- 1986년 - 미국의 역사학자 루서 캐링턴 굿리치. (1894년~)
- 2008년 - 미국의 음악가·배우 아이작 헤이스. (1942년~)
- 2014년 - 대한민국의 가수 정애리. (1952년~)
- 2019년 - 이탈리아의 디자이너 피에로 토시. (1927년~)
- 2020년 - 일본의 영화배우 와타리 테츠야. (1941년~)
- 2021년 - 대한민국의 정치인 이철환. (1945년~)
- 2022년
  - 대한민국의 정치인 김상조. (1961년~)
  - 대한민국의 물리학자 문국진. (1931년~)
  - 미국의 지리학자 이 푸 투안. (1930년~)
- 2023년 - 이탈리아의 작가 미켈라 무르자. (1972년~)
- 2024년
  - 대한민국의 정치인 박권흠. (1932년~)
  - 대한민국의 만화평론가 손상익. (1955년~)
  - 대한민국의 조직폭력배 신상현. (1932년~)
  - 소련의 육상 선수 갈리나 지비나. (1931년~)
- 2025년
  - 일본의 축구인 가마모토 구니시게. (1944년~)
  - 미국의 싱어송라이터 바비 휘틀록. (1948년~)

## 기념일
- 독립선언일: 에콰도르
- 국제 바이오디젤의 날

## 같이 보기
- 전날: 8월 9일 다음날: 8월 11일 - 전달: 7월 10일 다음달: 9월 10일
- 음력: 8월 10일
- 모두 보기